# Comanche blanco
Comanche blanco es un Spaghetti western dirigido por José Briz Méndez y protagonizado por William Shatner y Joseph Cotten.

## Argumento
La nación comanche ha sido vencida y recluida en una reserva. Sin embargo Notah, un mestizo de padre blanco con delirios de grandeza, ha podido reunir a un grupo de comanches desesperados para resistir a pesar de ello en las montañas. Desde allí siembra el terror en los campamentos mineros y las diligencias de pasajeros. Su hermano mellizo Johnny Moon, consciente del fin de la nación comanche, vive entre los blancos y está decidido a vivir una vida pacífica entre ellos. A menudo es confundido con Notah a causa de su apariencia y se convierte por ello en víctima de varios intentos de asesinato por parte de blancos. 
Dándose cuenta de la locura de su hermano y, decidido a acabar con ello, se encuentra con él y los suyos, le desafía a un combate a muerte entre ambos en el pueblo de Río Hondo en cuatro días y Notah acepta. Después Moon se va allí y ayuda al sheriff a vencer a dos terratenientes ricos, que se mataban entre sí por territorio y que convirtieron el lugar en un matadero durante su presencia, mientras que Notah planea destruir el pueblo y matar a su hermano y a sus habitantes con la ayuda de su grupo. Sin embargo su gente, dándose cuenta de su locura y crueldad, se niegan a seguirle en su plan y le obligan a enfrentarse a su hermano, según lo acordado con él, en Río Hondo. 
Finalmente ambos se enfrentan a muerte allí en el pueblo que en ese momento está desierto por el enfrentamiento ocurrido y que entierra en ese momento a los muertos por lo ocurrido entre los terratenientes. El duelo es a caballo y en ese enfrentamiento Johnny Moon, a duras penas, consigue matar a su hermano. Después, en agradecimiento por haberle ayudado a detenerlo, él luego los lleva a la reservación para que puedan vivir allí sin miedo a represalias por lo ocurrido.

## Reparto
- Joseph Cotten - Sheriff Logan
- William Shatner - Johnny Moon/ Notah
- Rosanna Yanni - Kelly
- Perla Cristal - Cervato blanco
- Mariano Vidal Molina - General Garcia
- Luis Prendes - Grimes
- Barta Barri - Mayor Bolker
- Vicente Roca - Ellis
- Luis Rivera - Kah To

## Producción
Este filme de muy bajo presupuesto se rodó durante un parón de la exitosa saga intergaláctica Star Trek, lejos de los focos y la expectación mediática. Gracias a ello le fue posible a Shatner, que participaba en esa serie, participar en esta película.